# Цілинна ділянка в степу (втрачена)
Ботанічна пам'ятка природи місцевого значення «Цілинна ділянка в степу» (втрачена) була оголошена  рішенням Запорізького облвиконкому №533 від 24.05.1979 року біля с.Новофедорівка (Пологівський район, Запорізька область). Площа – 5 га.
24 грудня 2002 року Запорізька обласна рада ухвалила рішення №12 «Про внесення змін  і доповнень до  природно-заповідного фонду області», яким було ліквідовано 41 об'єкт ПЗФ. 
Скасування статусу відбулось незаконно, із зазначенням сумнівної причини «не відповідає  класифікації території ПЗФ України».